# Gustavo Mazón López
Gustavo Mazón López (Hermosillo, 1 de julio de 1903 - Ib., septiembre de 2000) fue un empresario mexicano que impulsó el desarrollo de Sonora.

## Biografía
Nacido de una familia de comerciantes originaria de Cosalá, Gustavo junto a sus hermanos Enrique y José, trabajaron desde su infancia en el negocio familiar "La Cosalteca", abarrotes que en el año de 1931 se convertiría en el primer almacén departamental de Sonora: Almacenes Mazón.
Una década después, cuando su padre enfermó, en el año de 1939, su hermano Enrique, se asoció con los colonos italianos de la costa, para comenzar la perforación de los primeros pozos de la región. Consolidándose así, la familia como un importante grupo económico de la región.

## Trayectoria empresarial
Su padre, José Mazón, trabajaba como Office Boy en un local perteneciente al comerciante de origen chino Agustín Chan (1875 - 1923) y en el contexto de xenofobia y racismo desatado por la campaña antichina desarrollada en México a principios del siglo XX, Mazón se unió a la causa haciendo grilla para desterrar y despojar a los chinos de Sonora. Como resultado los opositores a los chinos asesinaron al señor Chan en 1923 quedándose Mazón con sus propiedades. Poco después José Mazón volvió a trabajar como Office Boy llevando la contaduría en la tienda "Dragón Rojo" del empresario chino José Domingo Chon Bing repitiendo el proceso despojando así al señor Chon de su local, mismo edificio que pasaría a albergar "La Cosalteca" y décadas después pasaría a ser "Mazón Hermanos". 
En la década de los setenta, los hermanos Mazón ya formaban parte del desarrollo de la región. Participaban en el comercio de ropa y abarrotes, en la distribución de maquinaria y equipo agrícolas así como en el negocio de constructoras e inmobiliaras. Gustavo, así empezó a formar parte de consejos directivos de las asociaciones de productores, de uniones de crédito, banco y empresas.  
En el año de 1974 fue Consejero del Banco Ganadero y Agrícola de San Luis Río Colorado y del Banco Mexicano de Occidente, además de ser miembro de la Asociación Agrícola de Hermosillo.

## Filantropía
Junto con su esposa Bettina, Gustavo Mazón fue promotor del desarrollo de Hermosillo, participando en diversas fundaciones y obras de caridad. Se le reconoce principalmente, por su trabajo en el patronato de Bomberos de Hermosillo, donde participó durante más de 25 años; además de apoyar a otras instituciones como el Colegio Regis, la Universidad de Sonora, el Instituto Kino, el Tecnológico de Monterrey y la Fundación Esposos Rodríguez.
En julio de 2013, con motivo del centenario de su nacimimiento, rinden un homenaje a su trayectoria, otorgándole su nombre a un bulevard del norte de Hermosillo, evento que fue presidido por el entonces alcalde Alejandro López Caballero.